# Sint-Jozefkapel (Horn)
De Sint-Jozefkapel is een kapel in Horn in de Nederlandse gemeente Leudal. De kapel staat op de hoek van de Haelerweg met de Molenweg midden in het dorp.
De kapel is gewijd aan de heilige Jozef van Nazareth.

## Geschiedenis
Reeds in het begin van de 19e eeuw stond er hier onder een lindeboom een Sint-Jozefkapel. In 1967 werd de kapel afgebroken om plaats te maken voor wegverbreding.
In 1987 werd de kapel herbouwd op korte afstand van de plaats van de vroegere kapel.

## Gebouw
De rode bakstenen kapel is opgetrokken op een rechthoekig grondplan en wordt gedekt door een zadeldak met pannen. In de beide zijgevels bevinden zich elk twee rondboogvensters en bovenaan deze gevels dragen vier wit geschilderde houten consoles de dakgoot. Op de nok van het dak is boven de frontgevel een smeedijzeren kruis geplaatst. In de frontgevel bevinden zich een rond venster, eronder in smeedijzeren letters St. Jozef en daaronder de rechthoekige toegang van de kapel die wordt afgesloten met een deur met ruitjes.
Van binnen is de kapel uitgevoerd in baksteen met tegen de achterwand een natuurstenen altaartafel. Boven het altaar is op een natuurstenen console het Jozefbeeld geplaatst. Het eikenhouten beeld toont de heilige met in de linkerhand een rechte lange staf en rechts van hem staat een engel met banderol.